# Electrostar
Das Unternehmen Electrostar GmbH (Eigenschreibweise in Großbuchstaben) mit Sitz in Ebersbach an der Fils ist Hersteller von Staubsaugern für Reinigungsanwendungen in Industrie, Gewerbe und Hotellerie. Zudem ist das Unternehmen Erfinder und Hersteller von Warmluft-Händetrocknern und Haartrocknern. Mit ca. 150 Mitarbeitern ist der Betrieb ein mittelständisches Unternehmen, das der Algo Company Group angehört. Sitz der Algo-Gruppe ist Deutschland, Österreich, Malta und die Russische Föderation. Im Jahr 2013 konnte die Gruppe einen Umsatz von ca. 60 Mio. Euro erzielen. Die Unternehmensgruppe beschäftigt rund 250 Mitarbeiter.

## Geschichte
Gegründet wurde die Electrostar Schöttle GmbH & Co. KG von Robert Schöttle Senior im Jahr 1921 als Produzent von Staubsaugern. 1948 kam die erste schnelllaufende Küchenmaschine unter der Marke starmix auf den Markt. Insbesondere in den 1960er Jahren waren die Küchenmaschinen von starmix bzw. StarMix ein Verkaufsschlager. 1956 wurden die ersten multifunktionalen Staubsauger („Starboy“) und Saugbohner („Starmaster“) in den Handel eingeführt. Nach dem Tod von Firmengründer Robert Schöttle 1959 übernahmen die Geschäftsführung sein Sohn Hans Schöttle und sein Schwiegersohn Peter Kotthaus. In den folgenden Jahren kamen Neuentwicklungen im Bereich der Händetrockner auf den Markt. Seit 1970 tragen alle Produkte den Markennamen starmix. 1981 wurde Robert Schöttle Junior neuer Geschäftsführer.
1997 baute das Unternehmen sein Exportgeschäft weiter aus und startete ein eigenes Joint Venture in Peking (Volksrepublik China). Ein Jahr später folgte die Einführung der neuen Gewerbesaugerserie GS, sowie noch einmal zwei Jahre später der Handwerker- und Industriesauger IS. 2003 kam mit der russischen Gorovoy-Familie (Algo-Gruppe) ein neuer Partner hinzu. Zunächst übernahm die Algo-Gruppe 25 Prozent der Firmenanteile, erhöhte diesen Anteil jedoch später auf 51 Prozent. Roman Gorovoy wurde operativer Geschäftsführer. 2007 wurde die Starmix-Produktpalette mit der HS-Staubsaugerserie für Handwerker im mittleren Preissegment ausgebaut. Zudem wurde die Händetrocknerserie TT1800 mit Aktivsauerstoffgenerator am Markt eingeführt. Mit der 100-prozentigen Übernahme der Firma Electrostar durch die russische Algo-Gruppe wurde das Unternehmen von Electrostar Schöttle GmbH & Co. KG zu Electrostar GmbH umfirmiert. 2010 wurden die Saugerserien ISP permanent und ISC compact eingeführt. Mit der Übernahme der Haaga Kehrsysteme GmbH 2011 durch die Algo-Gruppe wurden das Produktportfolio im Bereich Reinigung durch handgeführte Kehrmaschinen erweitert.
Im Jahr 2015 löste die Serie NSG uClean die bisherigen GS- und HS-Geräte ab.
Ende März 2019 verließ die Firma den über Jahrzehnte währenden Firmensitz in Reichenbach/Fils, um eine neue, moderne Produktionsstätte in Ebersbach/Fils zu beziehen.
Neben der Produktionsstätte in Deutschland findet ein Teil der Hände- und Haartrocknerproduktion über die Schwesterfirma BESEA (Beijing Electrostar Schoettle Electrical Appliances co.,LTD) in China statt.

## Erfinder von Warmluft-Händetrocknern
Vier Jahre nach der Gründung der Electrostar Schöttle GmbH & Co. KG entwickelte Robert Schöttle sen. im Jahr 1925 den ersten Warmlufttrockner. Diese Händetrockner sind heute in öffentlichen Einrichtungen wie Gaststätten, Verwaltungen oder Kinos im Einsatz und ersetzen vielerorts Papier- oder Textilhandtücher.

## Produkte
Das Produktprogramm teilt sich in die beiden Bereiche Sauger und Sanitär.
- Im Segment der Sauger werden folgende Produkte angeboten:[9]
  - starmix Elektrowerkzeugsauger (Nass-/Trockensauger)
  - starmix Spezialsauger (Nass-/Trockensauger)
  - starmix Reinigungssauger
- Die Produktpalette im Sanitärbereich:[10]
  - AirStar Händetrockner
  - AirStar Haartrockner
  - AirStar Hand-Haartrockner
  - Starmix Sanitär- und Hotelaccessoires